# Şəmkir FK
Şəmkir FK – azerski klub piłkarski z siedzibą w mieście Szamkir.

## Osiągnięcia
- Mistrz Azerbejdżanu (3): 1999/2000, 2000/2001, 2001/02
- Finał Pucharu Azerbejdżanu: 1998/99, 2001/02, 2003/04

## Historia
Klub po dwóch zdobytych tytułach mistrzowskich na przełomie obu tysiącleci spisywał się coraz słabiej aż w końcu popadł w tarapaty finansowe, które zmusiły go do wycofania się z rozgrywek pierwszoligowych przed sezonem 2005/06. Ostatnim poważnym sukcesem klubu był finał Pucharu Azerbejdżanu w sezonie 2001/02, w którym Şəmkir FK zmierzył się z klubem Neftçi PFK. W 84 minucie sędzia podyktował rzut karny dla przeciwników. Piłkarze Şəmkir FK nie zgodzili się z decyzją sędziego i opuścili plac gry. Puchar przyznano ich przeciwnikom.

## Europejskie puchary
Legenda do wszystkich tabel:
- Q – runda eliminacyjna, 1/16, 1/8, 1/4, 1/2 – odpowiednia faza rozgrywek, Grupa – runda grupowa, 1r gr – pierwsza runda grupowa, 2r gr – druga runda grupowa, F – finał, R – runda, PO – play-off
- k. – rzuty karne, los. – losowanie, Dogr. – dogrywka, w. – zasada bramek strzelonych na wyjeździe

| Sezon     | Rozgrywki     | Runda | Przeciwnik         | Dom | Wyjazd | Ogólnie |
| --------- | ------------- | ----- | ------------------ | --- | ------ | ------- |
| 1999/2000 | Puchar UEFA   | Q     | Krywbas Krzywy Róg | 0–2 | 0–3    | 0–5     |
| 2000/01   | Liga Mistrzów | 1Q    | Skonto             | 4–1 | 1–2    | 5–3     |
| 2000/01   | Liga Mistrzów | 2Q    | Slavia Praga       | 1–4 | 0–1    | 1–5     |
| 2001/02   | Liga Mistrzów | 1Q    | Barry Town         | 0–1 | 0–2    | 0–3     |
| 2004/05   | Puchar UEFA   | 1Q    | SK Tbilisi         | 1–4 | 0–1    | 1–5     |